# Renato Dulbecco
Renato Dulbecco, född 22 februari 1914 i Catanzaro, Kalabrien, Italien, död 19 februari 2012 i La Jolla, Kalifornien, var en virolog och italiensk-amerikansk nobelpristagare. År 1975 erhöll han Nobelpriset i fysiologi eller medicin tillsammans med David Baltimore och Howard M. Temin för arbete med oncovirus, som är virus som kan orsaka cancer när de infekterar djurceller.

## Biografi
Dulbecco tillbringade sin barndom och växte upp i Ligurien, i kuststaden Imperia. Han tog gymnasieexamen vid 16 års ålder och flyttade sedan till universitetet i Turin. Trots ett starkt intresse för matematik och fysik bestämde han sig för att studera medicin. Vid endast 22 års ålder tog han examen i patologisk anatomi och patologi under handledning av professor Giuseppe Levi. Under dessa år träffade han Salvador Luria och Rita Levi-Montalcini, vars vänskap och uppmuntran senare skulle föra honom till USA. År 1936 kallades han in till militärtjänst som läkare men skrevs ut 1938. År 1940 gick Italien in i andra världskriget och Dulbecco återkallades och skickades till fronten i Frankrike och Ryssland, där han sårades. Efter sjukhusvistelse och fascismens kollaps anslöt han sig till motståndet mot den tyska ockupationen.

## Vetenskaplig karriär
Efter kriget återupptog Dulbecco sitt arbete vid Levis laboratorium, men flyttade snart, tillsammans med Levi-Montalcini, till USA, där han vid Indiana University arbetade med Salvador E. Luria på bakteriofager. Sommaren 1949 flyttade han till Caltech och gick samman med Max Delbrücks grupp. Där började han sina studier om djur oncovirus, särskilt av polyom familj. I slutet av 1950-talet, antog han Howard M. Temin som student, som han, tillsammans med David Baltimore, senare skulle dela Nobelpriset med för "deras upptäckter av växelverkan mellan tumörvirus och det genetiska materialet i cellen." Temin och Baltimore gjorde samtidigt och oberoende av varandra upptäckten av omvänd transkriptas. Även om Dulbecco inte deltog direkt i något av deras experiment, hade han lärt ut metoderna, som de använde för att göra upptäckten, till dem.
Under hela denna tid arbetade han också med Marguerite Vogt, men 1962 flyttade han till Salk Institute och sedan, 1972, till The Imperial Cancer Research Fund (numera Cancer Research UK London Research Institute) där han först utsågs till docent och sedan professor. Som många italienska forskare hade Dulbecco inte någon doktorsexamen, därför att den inte fanns i det italienska högre utbildningssystemet (introducerad 1980). År 1986 var han en av forskarna som startade Human Genome Project. Från 1993 till 1997 var han tillbaka i Italien, där han var chef för Institutet för biomedicinsk teknik vid C.N.R. (National Council of Research) i Milano. Han behöll också sin plats vid fakulteten vid Salk Institute for Biological Studies. Dulbecco var aktivt involverad i forskning om identifiering och karakterisering av stamceller för bröstcancer fram till december 2011. Hans forskning med hjälp av en modell för stamcellssystem visade att en enda malign cell med stamcellsegenskaper kan vara tillräcklig för att inducera cancer hos möss och kan generera distinkta populationer av tumörinitierande celler även med cancerstamcellsegenskaper. Dulbeccos undersökningar av uppkomsten stamceller av bröstkörtelcancer i solida tumörer var en fortsättning av hans tidigare undersökningar av cancer som en sjukdom av förvärvade mutationer. Hans intresse för cancerstamceller påverkades starkt av bevis för att epigenetisk modifiering av en cell, förutom genomiska mutationer, kan bidra till utveckling eller progression av cancer. 

## Utmärkelser och hedersbetygelser
Förutom Nobelspriset fick Dulbecco följande utmärkelser:
- Albert Lasker Basic Medical Research Award, 1964.
- Marjory Stephenson Prize av Society for General Microbiology, 1965.
- Louisa Gross Horwitz Prize av Columbia University together tillsammans med Theodore Puck och Harry Eagle, 1973.
- Selman A. Waksman Award in Microbiology av National Academy of Sciences, 1974.[47]
- Blev utländsk ledamot av Royal Society, 1974.[48]